# Ed O'Neill
Edward Leonard "Ed" O'Neill, Jr. (Youngstown, Ohio, 12 de abril de 1946) es un actor estadounidense especialmente conocido por su papel de Al Bundy, el personaje principal en la comedia Matrimonio con hijos de Fox y, desde 2009, por su papel de Jay Pritchett en la serie Modern Family de ABC.
Antes de dedicarse a la interpretación fue profesor en la Ursulinas High School.

## Biografía

### Primeros años
O'Neill nació en Youngstown, Ohio en el seno de una familia católica irlandesa. Su madre, Ruth Ann (antes Quinlan), era ama de casa y trabajadora social. Su padre, Edward Phillip O'Neill, trabajaba en una fábrica de acero y conducía un camión. Estudió en el Ursulinas High School y posteriormente en la Universidad de Ohio, en Athens, donde fue miembro de la fraternidad Delta Sigma Phi, y en la Universidad Estatal de Youngstown, donde jugó al fútbol americano. En 1969 fichó por los Pittsburgh Steelers como linebacker exterior pero salió del equipo antes del comienzo de la temporada regular.
Posteriormente, ya como actor de la serie Matrimonio con hijos, su personaje era una antigua estrella escolar de fútbol americano que lamentaba no haber triunfado y revive constantemente sus días de gloria en la escuela Polk High, siendo célebre la frase: "una vez anoté cuatro touchdown en un solo juego". El antiguo quarterback, Terry Bradshaw, quien fuera jugador de Pittsburgh Steelers hizo dos apariciones en la serie.

## Carrera

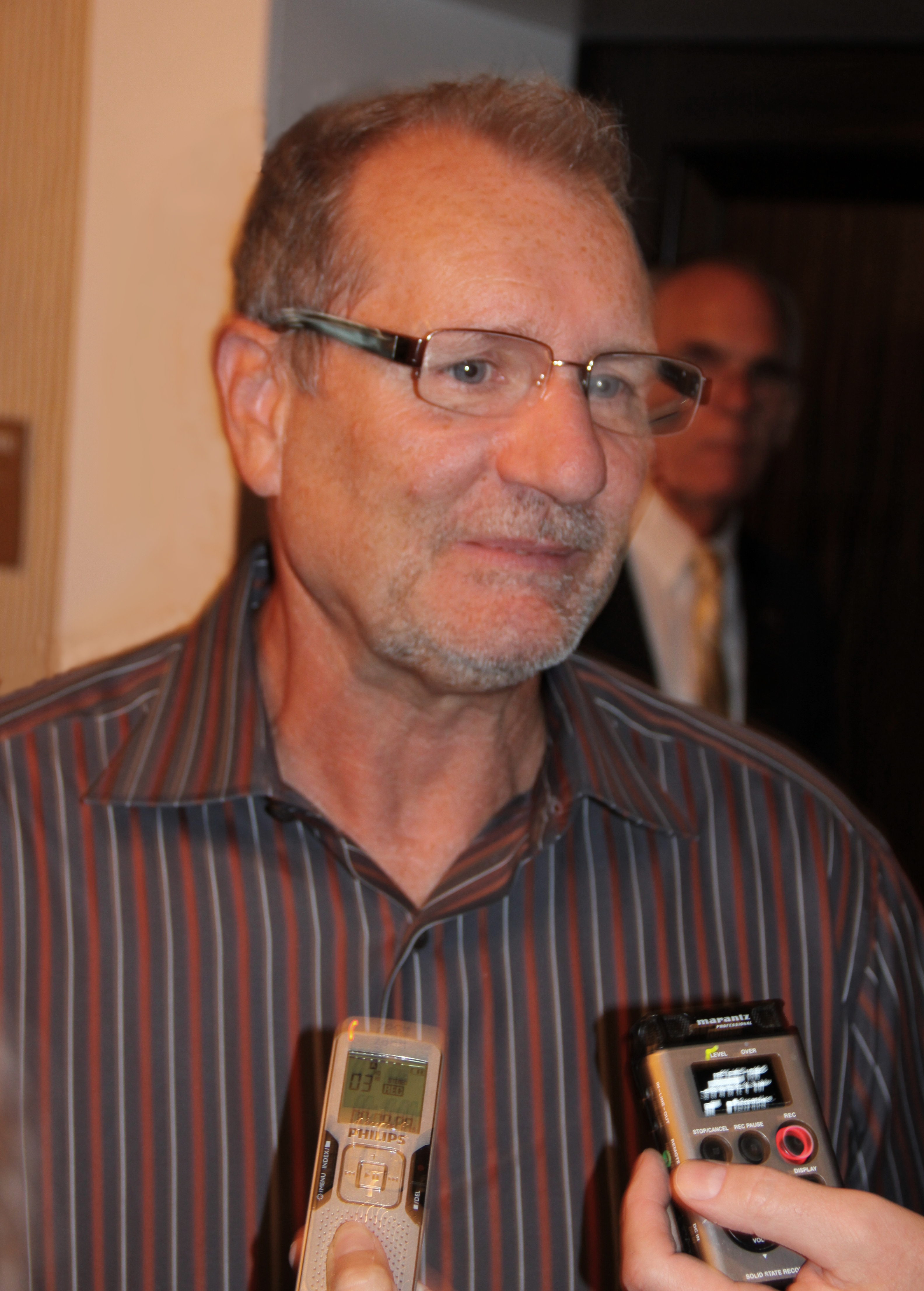
Imagen de Ed O´Neill

O'Neill interpretó a Lenny en una producción teatral De ratones y hombres, de John Steinbeck, en el American Repertory Theater, en Cambridge, Massachusetts. Hizo su debut en la película Cruising, de William Friedkin, donde interpretó a un detective de la policía. O'Neill también apareció en diversos anuncios para la empresa AOL.
Pero fue su papel principal de Al Bundy en Matrimonio con hijos, una serie norteamericana de larga duración sobre una familia disfuncional que vive en Chicago, lo que le dio la popularidad. Esta fue la primera serie de televisión emitida en horario estelar por la cadena Fox como un reemplazo de mitad de temporada, debutando el 5 de abril de 1987 y finalizando el 9 de junio de 1997. La serie fue creada por Michael G. Moye y Ron Leavitt. Fue la serie más larga de Fox hasta que fue desbancada por The Simpsons, que continúa emitiendose en la actualidad. 
Durante y tras el éxito de Matrimonio con hijos, O'Neill aparecería en varias películas, incluyendo El coleccionista de huesos y Little Giants. También tuvo breves cameos en Wayne's World y Wayne's World 2. Asimismo, tuvo un papel recurrente en la serie de la NBC El ala oeste de la Casa Blanca, interpretando al gobernador Eric Baker. 
O'Neill también actuó en la serie de HBO John From Cincinnati. Vivió una segunda juventud gracias al éxito de Modern Family, en el papel de Jay Pritchett. También, en el 2011, prestó su voz para un episodio de la serie Kick Buttowski: Suburban Daredevil como el abuelo de Kick en el episodio Truth or Daredevil.
En 2011 recibió una estrella en el Paseo de la Fama de Hollywood.

## Vida personal
O'Neill ha estado casado desde 1986 con la actriz Catherine Rusoff, que apareció en dos episodios de Matrimonio con hijos. En 1989 la pareja se separó, pero se reconcilió en 1993. Tienen dos hijas, Claire nacida en 1996 y Sofía en 1999.
También es practicante del Jiu-jitsu brasileño. O'Neill ha entrenado esta arte marcial durante 15 años bajo la tutoría de Rorion Gracie, hijo de Hélio Gracie, fundador del Jiu-jitsu brasileño. En diciembre de 2007, O'Neill recibió el cinturón negro.

## Premios y nominaciones
| Año  | Premio                               | Categoría                                              | Trabajo              | Resultado |
| ---- | ------------------------------------ | ------------------------------------------------------ | -------------------- | --------- |
| 1992 | Premios Globo de Oro                 | Mejor actor de serie de televisión - Comedia o musical | Matrimonio con hijos | Nominado  |
| 1993 | Premios Globo de Oro                 | Mejor actor de serie de televisión - Comedia o musical | Matrimonio con hijos | Nominado  |
| 2009 | TV Land Awards                       | The Innovator Award (A la innovación)                  | Matrimonio con hijos | Ganador   |
| 2009 | Premios del Sindicato de Actores     | Mejor reparto de televisión - Comedia                  | Modern Family        | Nominado  |
| 2010 | Premios del Sindicato de Actores     | Mejor reparto de televisión - Comedia                  | Modern Family        | Ganador   |
| 2010 | Premios del Sindicato de Actores     | Mejor actor de televisión - Comedia                    | Modern Family        | Nominado  |
| 2011 | Festival de Televisión de Montecarlo | Mejor actor - Serie de comedia                         | Modern Family        | Nominado  |
| 2011 | Premios Primetime Emmy               | Mejor actor de reparto - Serie de comedia              | Modern Family        | Nominado  |
| 2011 | Premios del Sindicato de Actores     | Mejor reparto de televisión - Comedia                  | Modern Family        | Ganador   |
| 2011 | Premios del Sindicato de Actores     | Mejor actor de televisión - Comedia                    | Modern Family        | Nominado  |
| 2012 | Premios del Sindicato de Actores     | Mejor reparto de televisión - Comedia                  | Modern Family        | Ganador   |
| 2012 | Premios Primetime Emmy               | Mejor actor de reparto - Serie de comedia              | Modern Family        | Nominado  |
| 2013 | Premios Primetime Emmy               | Mejor actor de reparto - Serie de comedia              | Modern Family        | Nominado  |
| 2013 | Premios del Sindicato de Actores     | Mejor reparto de televisión - Comedia                  | Modern Family        | Ganador   |
| 2014 | Premios del Sindicato de Actores     | Mejor reparto de televisión - Comedia                  | Modern Family        | Nominado  |
| 2015 | Premios del Sindicato de Actores     | Mejor reparto de televisión - Comedia                  | Modern Family        | Nominado  |
| 2016 | Premios del Sindicato de Actores     | Mejor reparto de televisión - Comedia                  | Modern Family        | Nominado  |

## Filmografía

### Películas
| Año  | Título                          | Personaje                 | Observaciones |
| ---- | ------------------------------- | ------------------------- | ------------- |
| 1980 | Cruising                        | Detective Schreiber       |               |
| 1980 | The Dogs of War                 | Terry                     |               |
| 1980 | The Day the Women Got Even      | Ed                        |               |
| 1982 | Farrell for the People          | Detective Jay Brennan     |               |
| 1983 | When Your Lover Leaves          | Mack Sher                 |               |
| 1986 | A Winner Never Quits            | Whitey Wyshner            |               |
| 1986 | Popeye Doyle                    | Popeye Doyle              |               |
| 1987 | Right to Die                    |                           |               |
| 1988 | Police Story: Gladiator School  | Sargento Stanley Bivens   |               |
| 1990 | A Very Retail Christmas         | Max Crandall              |               |
| 1989 | Disorganized Crime              | George Denver             |               |
| 1989 | K-9                             | Sargento Brannigan        |               |
| 1990 | The Adventures of Ford Fairlane | Teniente Amos             |               |
| 1990 | Sibling Rivalry                 | Wilbur Meany              |               |
| 1991 | Dutch                           | Dutch Dooley              |               |
| 1991 | The Whereabouts of Jenny        | Jimmy O'Meara             |               |
| 1992 | Wayne's World                   | Glen                      |               |
| 1993 | Wayne's World 2                 | Glen                      |               |
| 1993 | Nick's Game                     | Ron Hawthorne             |               |
| 1994 | Blue Chips                      | Ed                        |               |
| 1994 | Little Giants                   | Kevin O'Shea              |               |
| 1995 | W.E.I.R.D. World                | Dr. Monochian             |               |
| 1997 | Prefontaine                     | Bill Dellinger            |               |
| 1997 | The Spanish Prisoner            | Jefe del equipo del FBI   |               |
| 1999 | The Bone Collector              | Detective Paulie Sellitto |               |
| 2000 | Lucky Numbers                   | Dick Simmons              |               |
| 2001 | Nobody's Baby                   | Norman Pinkney            |               |
| 2004 | Spartan                         | Burch                     |               |
| 2005 | Steel Valley                    | Congresista Cardone       | Cortometraje  |
| 2008 | Redbelt                         | Productor de Hollywood    |               |
| 2012 | Wreck-It Ralph                  | Mr. Litwak                | Solo voz      |
| 2016 | Finding Dory                    | Hank                      | Solo voz      |

### Televisión
| Year      | Title                              | Role                          | Notes                                                |
| --------- | ---------------------------------- | ----------------------------- | ---------------------------------------------------- |
| 1970      | All My Children                    |                               | Unknown episodes                                     |
| 1984      | Miami Vice                         | Arthur Lawson / Artie Rollins | Episodio: "Heart of Darkness"                        |
| 1985      | Hunter                             | Dan Colson                    | Episodio: "The Garbage Man"                          |
| 1985      | Braker                             | Danny Buckner                 |                                                      |
| 1985      | The Equalizer                      | Doctor                        | Episodio: "The Children's Song"                      |
| 1985      | Spenser: For Hire                  | Buddy Almeida                 | Episode: "Widow's Walk"                              |
| 1987–1997 | Married... with Children           | Al Bundy                      | 259 episodios, Protagonista                          |
| 1988      | Midnight Caller                    | Hank                          | Episodio: "Twelve Gauge"                             |
| 1990      | Saturday Night Live                | Estrella invitada             | 13 de enero de 1990                                  |
| 1990      | The Earth Day Special              | Al Bundy                      |                                                      |
| 1991      | Top of the Heap                    | Al Bundy                      | Episodio: "Top of the Heap"                          |
| 1994      | In Living Color                    | Él mismo                      | Episodio: "The Dirty Dozens Tournament of Champions" |
| 2000      | The 10th Kingdom                   | Relish the Troll King         |                                                      |
| 2001      | Big Apple                          | Detective Michael Mooney      | 8 episodios                                          |
| 2003–2004 | L.A. Dragnet                       | Lieutenant Joe Friday         | 22 episodios                                         |
| 2004      | In the Game                        | Buzz                          | Piloto                                               |
| 2004      | El ala oeste de la Casa Blanca     | Governor Eric Baker           |                                                      |
| 2005      | 8 Simple Rules                     | Matt                          | Episodio: "Old Flame"                                |
| 2005      | The West Wing                      | Governor Eric Baker           |                                                      |
| 2006      | Inseparable                        | Alan                          |                                                      |
| 2006      | Twenty Good Years                  | Brock Manley                  | Episodio: "Between Brock and a Hard Place"           |
| 2006      | The Unit                           | William Partch                | Episodio: "Silver Star"                              |
| 2007      | John from Cincinnati               | Bill Jacks                    | 10 episodios                                         |
| 2009–2020 | Modern Family                      | Jay Pritchett                 | 237 episodios, Protagonista                          |
| 2011      | Handy Manny                        | Mayor Thompson                | Episodio: "Great Garage Rescue"                      |
| 2011      | Kick Buttowski: Suburban Daredevil | Abuelo                        | Episodio: "Truth or Daredevil"                       |
| 2012      | Los pingüinos de Madagascar        | Padre de Hunter               | Episodio: "Operation: Antarctica"                    |
| 2019      | Weird City                         | Burt                          | Episodio «The One»                                   |